# Aliano
Aliano és un municipi situat al territori de la província de Matera, a la regió de la Basilicata, (Itàlia). Aliano limita amb els municipis de Gorgoglione, Missanello, Roccanova, Sant'Arcangelo i Stigliano. Situat en la zona nord de la ciutat, limita amb els següents barris: al nord-oest amb Scampia, a l'oest amb Miano, al sud amb San Carlo all'Sorra i al sud-est amb San Pietro a Patierno; a més, al nord limita amb el municipis de Arzano i al nord-est amb el de Casavatore. Té una superfície de 2,94 km² i una població de 42.827 habitants.

## Demografia
| 1861  | 1881  | 1901  | 1921  | 1936  | 1961  | 1981  | 2001  | 1r gener 2017 | 1r gener 2018 | 1r gener 2023 |
| 1.748 | 1.818 | 1.537 | 1.535 | 1.964 | 2.188 | 1.706 | 1.284 | 975           | 967           | 880           |

## Etimologia
1. ↑  «Statistiche Istat». [Consulta: 7 gener 2021].

El topònim és la contracció de secondo miglio (segona milla), estant situat a una distància de dues milles del centre de la ciutat, com és assenyalat per un miliario en la via Atellana. Segons altres hipòtesis, el nom deriva de la família romana dels Secondili o de la seva ubicació geogràfica, prop dels pujols Secondili.

## Història
Secondigliano va ser un casal de Nàpols i després municipi autònom de 1861 a 1926, any en què va ser incorporat a la ciutat de Nàpols. En els anys 50 del segle xx, el barri va experimentar una expansió urbanística que es va intensificar durant les tres dècades posteriors, la qual cosa li va conferir una estructura urbana molt moderna.